# Vlasta Štěpová
Vlasta Štěpová (* 7. června 1938 Letohrad) je česká ekonomka a bývalá politička, po sametové revoluci česká ministryně obchodu a cestovního ruchu a poslankyně České národní rady za Občanské fórum a Občanské hnutí, v 90. letech 20. století a počátkem 21. století poslankyně Poslanecké sněmovny za ČSSD, pak velvyslankyně ČR při Radě Evropy.

## Biografie
Vystudovala Vysokou školu ekonomickou v Praze (obor vnitřní obchod). Titul kandidát věd získala na Vysoké škole ekonomické v Bratislavě. Po studiu pracovala v letech 1961–1989 (podle jiného pramene od roku 1970) ve Výzkumném ústavu obchodu, kde zastávala pozici vedoucí oddělení. Po delší dobu působila jako předsedkyně občanského výboru ve svém bydlišti a vykonávala funkci soudkyně z lidu. Do roku 1989 nebyla členkou žádné politické strany.
Dne 5. prosince 1989 byla jmenována Ministryní obchodu a cestovního ruchu České socialistické republiky (vláda Františka Pitry a Petra Pitharta) za Občanské fórum. Tento post si udržela i ve vládě Petra Pitharta vzniklé po svobodných volbách v červnu 1990. Po rozpadu Občanského fóra vstoupila roku 1991 do Občanského hnutí. Ministerský post zastávala do července 1992. Mezitím byla ve volbách v roce 1990 za Občanské fórum zvolena do České národní rady.
Po dočasném odchodu z parlamentní politiky působila v letech 1992–1993 jako generální ředitelka firmy Suez investiční Ltd., v letech 1994–1995 jako ředitelka pobočky společnosti Cyanamid ČR. V letech 1990–1994 byla členkou vědecké rady VŠE v Praze, v roce 1991 místopředsedkyní Světového kongresu cestovního ruchu.
Z Občanského hnutí (respektive nástupnických Svobodných demokratů) přešla v březnu 1994 do ČSSD. Šlo o součást širšího trendu přestupu četných politiků OH do sociální demokracie. Společně s Vlastou Štěpovou do ČSSD vstoupila například i další polistopadová ministryně Květoslava Kořínková. Již v komunálních volbách na podzim 1994 byla Štěpová zvolena do zastupitelstva městské části Praha 2 za ČSSD. V ČSSD byla manažerkou volební kampaně v sněmovních volbách roku 1996 a zastávala post odborné mluvčí pro rezort obchodu a cestovního ruchu.
Ve volbách v roce 1996 byla zvolena do poslanecké sněmovny za ČSSD (volební obvod Východočeský kraj). Mandát obhájila ve volbách v roce 1998 a ve sněmovně setrvala do voleb v roce 2002. Byla členkou sněmovního zahraničního výboru (v letech 1998-2002 jeho místopředsedkyní). V roce 1998 se o ní spekulovalo jako o možné kandidátce na post ministryně pro místní rozvoj v nové vládě Miloše Zemana. Post ale nakonec nezískala.
Pak mezi roky 2002–2007 zastávala diplomatický post velvyslankyně při Radě Evropy.
Je vdaná. S manželem Milošem mají syny Jiřího a Adama a dceru Lucii.